# Martin Berteau

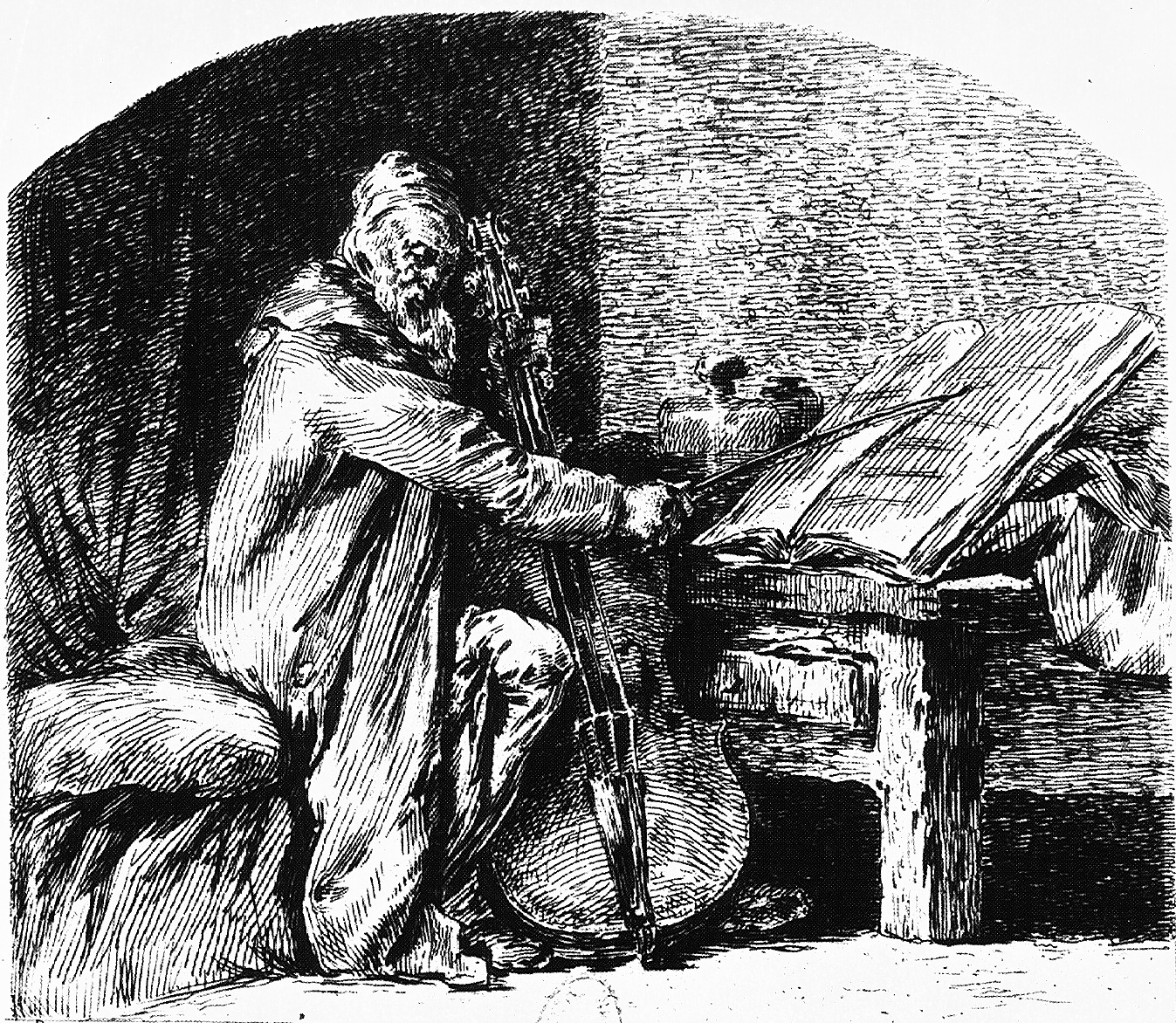
Martin Berteau, por François-Bernard Lépicié

Martin Berteau (Valenciennes, 1708-Angers, 22 de enero de 1771) fue un famoso violonchelista y compositor, conocido en la época por ser uno de los primeros que abandonó la viola de gamba para dedicarse exclusivamente al violonchelo. Alumno de Francesco Alborea, también llamado Franciscello, fue el maestro de la siguiente gran generación de violonchelistas franceses entre los que destacaron Jean-Baptiste-Aimé Janson, François Cupis o Jean-Pierre Duport.

## Historia
Conocido por muchos como el “célebre Berteau”, fue primero un violagambista que emigró a Alemania para ser alumno del músico checo conocido como Kozais o Kozecz. Tal y como hiciera Jean-Baptiste Barrière, tras su formación viajó a Italia para conocer más a fondo la música que allí se hacía. Aquel viaje fue importantísimo para su carrera, ya que al escuchar un concierto en el que Alborea tocaba el violonchelo, decidió cambiar de instrumento para siempre
. 	
Mucha de la información que poseemos acerca de Berteau es pura hipótesis e incluso inventiva de los antiguos biógrafos. Ni siquiera está claro como se escribía su nombre, pues existen diferentes fuentes que nos lo muestran como Martin o Martino, y diversas referencias nos hablan de Bertau, Berteau, Berteault, Berteault, Berthaud…  Ni siquiera en el Mercure de France, donde fue citado hasta en tres ocasiones, acertaron a utilizar dos veces la misma ortografía. 
Al regresar a Francia, comienza a prodigarse en los Concert Spirituel en la década de los cincuenta, momento en el cual su fama se hace enorme en los salones de París. Hay muchas anécdotas acerca de sus conciertos privados recogidas por Fetis, Milliot o Vidal. Sin embargo, testimonios como el de Jean-Jacques Rousseau aseguran que fue un adelantado de la técnica, pues hace referencia a él en su entrada sobre los “Sonidos Armónicos”: 
«Uno debe, para tener un claro juicio sobre ellos, escuchar al violín a Monsieur Mondoville o a Monsieur Bertaud con su violonchelo».
Poco sabemos de los últimos años de vida de Martin Bertau. Lo que es seguro es que su acta de defunción, recuperada por la musicóloga Sylvette Milliot, nos describe al «célebre músico, nativo de las cercanías de Valenciennes, al servicio de la corte del Rey Stanislas de Polonia, muerto en Angers el 22 de enero de 1771». 
Si conocemos pocas cosas acerca de la vida de Berteau, sobre su obra podríamos considerar que desconocemos casi todo. Se conserva un libro que contiene cinco sonatas para violonchelo y continuo y un trío para tres violonchelos, publicado por vez primera en París en el año 1748, bajo el nombre del "signore Martino", idéntico al publicado en 1772, en la misma ciudad tras la muerte del autor, esta vez con bajo nombre de Martino Bertau. Dichas sonatas son el ejemplo palpable del uso de los armónicos al que Rousseau hace referencia en sus escritos. Por otro lado, la utilización de las posiciones con pulgar no sólo es necesaria sino que exige al intérprete una soltura mayúscula para su correcta interpretación debido a su alto contenido virtuosístico. La segunda edición de dichas sonatas contiene además digitaciones con las que podemos hacernos una idea clara de su sistema por posiciones.